# تاريخ اللغة الصينية

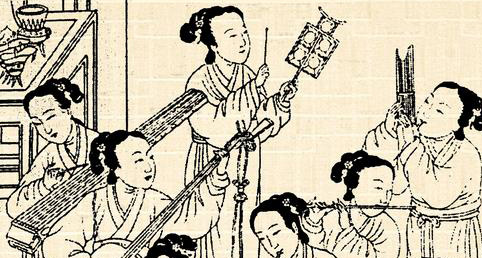

اللغة الصينية تعتبر اللغة الأكثر تحدثاً حسب عدد المتحدثين اليوميين في العالم أي الذين تعتبر لديهم كلغة يومية معتمدة للتواصل، وهى أيضا اللغة الأطول عمرا من بين بقية اللغات، واستنادا إلى أقدم الوثائق اللغوية للنقوش على دروع السلاحف من عهد أسرة شانغ (القرن 16 – 11 قبل الميلاد) يرجع تاريخ اللغة الصينية إلى ما قبل 3000 سنة. وكلمات النقوش على دروع السلاحف هي كلمات رمزية وكلمات صوتية في آن واحد، وما زالت اللغة الصينية إلى اليوم تستخدم بعض كلمات النقوش على دروع السلاحف والتي هي ذات رسومات حيوية.
وينقسم نظام اللغة الصينية في الوقت الحالي إلى نظامين، أي نظام الشكل الأصلي المعقد للمقاطع الصينية ونظام الشكل المبسط للمقاطع الصينية. ويستعمل نظام الشكل الأصلي المقعد في تايوان وهونغ كونغ وماكاو كذالك أوساط الجاليات الصينية الذين يعيشون في أمريكا الشمالية، أما النظام الأخير فيستعمل في البر الرئيسي للصين وماليزيا وسنغافورة وأوساط الجاليات الصينية الذين يعيشون في جنوب شرقي آسيا. ومهما كان الاختلاف في نظام الكتابة لنوعى المقاطع الصينية، إلا أن الاختلاف في كتابة المقاطع الصينية نفسها لا يصل إلى 25 بالمائة. وبالإضافة إلى ذلك، قامت اليابان بتبسيط كتابة المقاطع الصينية، ومازات تحافظ على كتابة بعض المقاطع الصينية بالأسلوب التقليدي الصيني. أما أسلوب الكتابة في كوريا الجنوبية فيقترب من أسلوب الكتابة الصينية التقليدية. ولكل مقطع صيني معان كثيرة، وله قدرة كبيرة على تكوين المفردات، ويمكن للعديد من المقاطع الصينية أن تصبح مفردات مستقلة، مما جعل نسبة استعمال المقاطع الصينية عالية جدا، ويمكن لحوالي 2000 مقطع صيني أن تغطى أكثر من 98 بالمائة من الوسائل الكتابية للتعبير، وبالإضافة إلى ذلك، تتميز المقاطع الصينية بميزات الكلمات الصوتية والمعنوية، لذلك كانت نسبة قراءة المقاطع الصينية عالية جدا، وتتميز المقاطع الصينية بأنها تغطى نسبة أكبر من المعاني مقارنة باللغات الأخرى.
تنتمى اللغة الصينية إلى نظام اللغة الصينية التبتية. وهناك العديد من اللهجات المحلية للغة الصينية، وتنقسم اللغة الصينية حاليا إلى 7 مناطق للهجات المحلية، أي: منطقة اللهجة الشمالية، منطقة لهجة وو، منطقة لهجة هونان، منطقة لهجة كه جيا، منطقة لهجة قوانغدونغ ومنطقة لهجة فوجيان. ومن بين هذه اللهجات المحلية السبع كانت اللهجة الشمالية هي اللهجة المحلية الأساسية التي تمثل اللغة المشتركة لقوية هان المعاصرة، وكانت لهجة بكين هي النموذج، والأكثر انتشارا في مناطق اللهجات المحلية للغة الصينية، ويتكلمها 73 بالمائة من إجمالي أبناء قومية هان، أما اللهجات المحلية الست الأخرى فتنتشر في جنوبي الصين. ومن الناحية الجغرافية، فإن اختلاف اللهجات المحلية للغة الصينية كان واضحا جدا، وإن الذين يسكنون في مناطق اللهجات المحلية المختلفة عادة لا يفهمون ما يقوله الجانب الأخر، ولكن اللغة الصينية المكتوبة التي يستعملها الصينيون هي واحدة. بمعنى آخر، أن اللهجات المحلية للغة الصينية موحدة إلى حد بعيد من حيث الكلمات المكتوبة، وأن اللغة المستخدمة هي اللغة الصينية الواحدة.
الطلب والشكر
توجد أقوال ثابتة للتعبير عن الشكر والأسف في اللغة الصينية. وعند طلب المساعدة من الأخرى ن، نقول عادة «ما فان» (آسف للازعاج)، «تشينغ» (تفضل). إذا طلب الأخرون مساعدة بسيطة، مثل استعارة القلم، أوالسؤال عن الطريق، وطلب نقل الكلام مثل الطلب من شخص الاستماع إلى مكالمة هاتفية، عادة لا يقول الصينيون عبارات المجاملة هذه، وخاصة بيم الأهال والأصدقاء المقربيم، لأن الصينيين يثقون بأن الجانب الأخر يعرف مشاعرهم، لذلك لا يقولون شكرا. وعندما يقول الجانب الآخر«شيه شيه» (شكرا)، عادة يكون الرد هو «مى شيه مو» (لا شيء) أو «بو يونغ شيه» (لا يحتاج إلى الشكر).
وعند طلب شيء أو مقاطعة الأخرى ن، عادة تستعمل كلمة «لو جيا» (لو سمحتم)، وعند الطلب من الأخرى ن فسح الطريق، تستعمل عادة كلمة «جه قوانغ» (إفسح الطريق) أو «تشنغ ران إي ران» (من فضلك)، وعند السؤال عن شيء تستعمل عادة «تشينغ ون» (سؤال من فضلك).